# Manuel Garcia
Pour les articles homonymes, voir Manuel Garcia (homonymie) et García.
Ne doit pas être confondu avec Manuel Garcia junior ou Manuel García Prieto.
Manuel García de son vrai nom Manuel del Pópulo Vicente Rodríguez est un chanteur d'opéra, compositeur, chef d'orchestre et directeur de troupe, né à Séville le 22 janvier 1775 et mort à Paris le 2 juin 1832.
Il est le père de Maria Malibran et de Pauline Viardot.

## Biographie

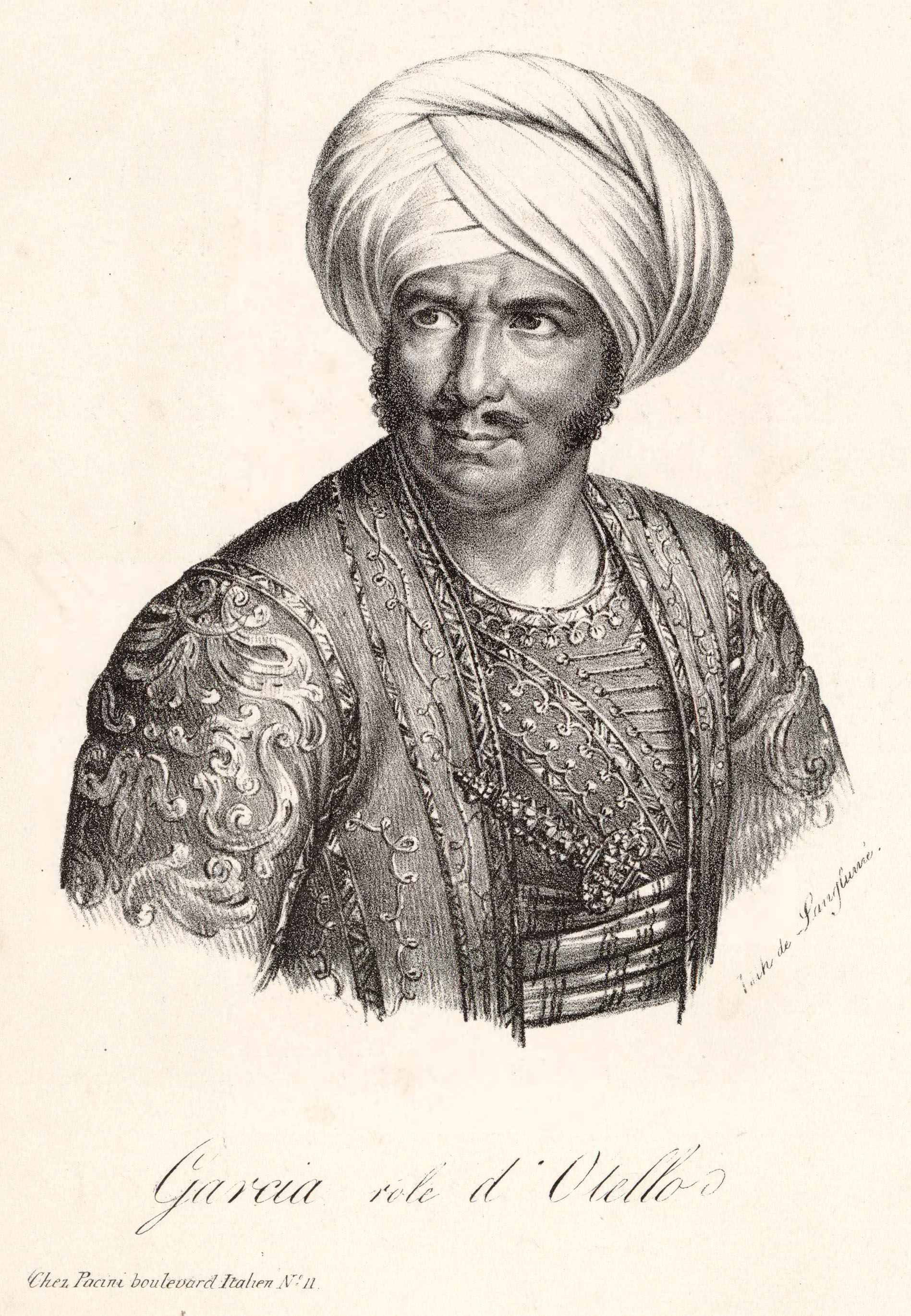
Manuel García en costume d'Otello

Son père meurt alors qu'il a quelques mois. Sa mère se remarie et il adopte le nom de son beau-père sur scène. 
Formé auprès du maître de chapelle de Séville, Antonio Ripa, il épouse une chanteuse-danseuse, Manuela Morales (de son vrai nom, Manuela Aguirre Pacheco), qui lui donne quatre enfants, dont l'une, Josefa, jouira d'une certaine notoriété en tant que chanteuse. 
Très éclectique, il réalise des adaptations, monte ses propres opérettes et fonde sa compagnie. Il interprète des rôles aussi bien de ténor que de baryton aux côtés de Maria Joaquina Sitches dite Briones, dont il s'éprend. Elle lui donne trois enfants qui seront célèbres : Manuel Garcia junior, Maria Felicia (dite la Malibran) et Pauline García-Viardot.
En 1806, quelques difficultés financières comme directeur de théâtre (il est directeur de la musique au teatro de los Canos) lui valent une brève incarcération. Il décide de se rendre à Paris où il joue au Théâtre-Italien, puis se fixe à Naples où Murat le nomme Premier ténor de sa chapelle et de sa chambre. Il monte ses propres œuvres, mais chante aussi les opéras de Gluck, Mozart, Rossini, Mayr, Generali, Carafa, Hérold. En 1816, il est Almaviva dans la création du Barbier de Séville de Rossini à Rome. Il marque le rôle de son empreinte.
De 1816 à 1824 il fait les beaux jours du Théâtre-Italien à Paris dans les opéras de Rossini et de Mozart, se produit souvent aussi à Londres, présente de nouvelles œuvres en français de sa propre composition à l'Opéra, à l'Opéra-Comique et au Gymnase-Dramatique, et fonde une Académie de chant. En 1825, il part en tournée en Amérique avec toute sa famille où il impose l'opéra italien en langue originale, pratique ignorée jusqu'alors. Le 23 mai 1826 à New-York, à la demande de Lorenzo da Ponte qui a émigré aux États-Unis, il donne la première américaine de Don Giovanni avec sa fille Maria dans le rôle de Zerlina. Il poursuit sa tournée au Mexique, mais sans Maria qui a épousé à New York M. Malibran pour échapper à la férule de son père. La troupe gagne beaucoup d'argent, mais est dépouillée dans une embuscade non loin de la ville de Veracruz. De retour en France, il se consacre de plus en plus à l'enseignement.
Manuel García fut un artiste complet. Prolifique en tant que compositeur (une quarantaine d'opéras ou opérettes en espagnol, italien ou français), il manquait quelque peu d'inspiration et ses œuvres sont oubliées, à l'exception de quelques chansons espagnoles dont le fameux air « Yo que soy contrabandista ». Il fut en revanche un grand pédagogue, avec des élèves tels qu'Adolphe Nourrit.
Il est inhumé au cimetière du Père Lachaise (25ème Division).